# ケプラー63b
ケプラー63b(英語:Kepler-63b)とは地球から652光年離れたところにあるG型主系列星、ケプラー63を公転している太陽系外惑星である。質量は地球の120倍未満、半径は地球の6.11倍である。このことからケプラー63bは巨大ガス惑星であるとされている。しかしケプラー63bはケプラー63からわずか0.08auの距離を9.4日で公転している為、表面温度は789Kにもなり、そのためこの惑星はホット・ジュピターでもある。
| 木星 | ケプラー63b |
| ---- | ----------- |
| 木星 | Exoplanet   |